# Koszary w Berezweczu
Koszary w Berezweczu – kompleks koszarowy (zespół kościelno-klasztorny) znajdujący się na terenie garnizonu Berezwecz. 
W okresie II Rzeczypospolitej stacjonowały w nim pododdziały kawalerii i Korpusu Ochrony Pogranicza.

## Charakterystyka
Koszary w Berezweczu to właściwie zespół kościelno-klasztorny usytuowany na północnym brzegu jeziora Wielkiego. Obiekt został wzniesiono w latach 1756–1767 według projektu Jana Krzysztofa Glaubitza. Po zlikwidowaniu unii, w 1839 przekazano go duchowieństwu prawosławnemu.  
W okresie II Rzeczypospolitej w byłym klasztorze Bazylianów przy ul. Sowieckiej 205 kwaterowały jednostki Wojska Polskiego. Od 13 kwietnia 1922 stacjonował w nim 2 szwadron 13 pułk Ułanów Wileńskich i przebywał w nich w nich do września 1922. Od października 1923 w dawnym klasztorze zakwaterowany został 4 szwadron i pluton szwadronu ciężkich karabinów maszynowych 4 pułku ułanów Zaniemeńskich, a w  marcu 1924 dołączył do nich 3 szwadron tegoż pułku. Pododdziały 4 puł. stacjonowały w tym kompleksie do 30 kwietnia 1927. W 1927 do klasztoru trafiły 3. i 4 szwadron oraz pluton ckm 23 pułku Ułanów Grodzieńskich i stacjonowały w nim do września 1931. W latach 1937–1739 stacjonował w byłym klasztorze Bazylionów batalion odwodowy KOP „Berezwecz”.
Po agresji ZSRR na Polskę, we wrześniu 1939, powstało tutaj więzienie NKWD. Po ataku Niemiec na ZSRR, latem 1941 NKWD-iści wymordowali więźniów.
Więzienie w klasztorze znajduje się do dziś (2020), a przyległy do klasztoru Kościół Świętych Apostołów Piotra i Pawła został zniszczony przez Sowietów w latach 50. XX w.